# Георги Цветков (професор)
Вижте пояснителната страница за други личности с името Георги Цветков.
Георги Константинов Цветков е български инженер, професор, преподавател по индустриален мениджмънт, декан на Стопанския факултет на Техническия университет (ТУС) в София.
През 1969 г. завършва специалност „Технология на машиностроенето и металорежещи машини“ във ВМЕИ в София. От същата година работи като технолог-конструктор в Завода за металорежещи машини (ЗММ) в София. През 1972 г. печели конкурс за асистент, а през 1977 г. защитава докторска дисертация в областта на производствения мениджмънт. През 1984 г. е избран за доцент, а от 1996 г. е професор в Стопанския факултет на Техническия университет в София.
От 1972 г. проф. Цветков е преподавател по „Индустриален мениджмънт“, „Производствен и операционен мениджмънт“ и „Производствен инженеринг“ в ТУС, УНСС, Югозападния университет в Благоевград, Свободния университет в Бургас, Техническия университет в Габрово, Филиала в Пловдив на ТУС и др.
Специализирал е в Германия, Русия, Великобритания, Гърция, Белгия и Австрия по въпростите на инженеринга, индустриалния, производствения и операционния мениджмънт. Автор е на над 240 публикации в страната и чужбина, в т.ч. 23 учебника, ръководства и монографии, научен ръководител е в 46 научни и научно-приложни разработки и е един от инициаторите и участник в разработването на 58 БДС от Системата от стандарти по организация на производството, труда и управлението (СОПТУ). Ръководител е на 18 докторанти, 13 отчислени с право на зашита и 5 защитили, както и на 400 дипломанти. Той е участник и ръководител в 4 проекта по програма TEMPUS на ЕС, в 3 проекта по програма KNOW-HOW FUND на Великобритания, в 2 проекта по програма PHARE с Комитета по енергетика.
Проф. Цветков е бил член на Академичния съвет на ТУС, на Специализирания научен съвет по машиностроителни технологии и машини към Висшата атестационна комисия, директор на Център „Конкурентна система за обучение и управление на висшето образование“ към МОН. От 1991 г. е заместник-декан на Стопанския факултет, а от същата година до 2002 г. е декан на факултета. От 2002 е заместник-председател на Факултетния научен съвет на Стопанския Факултет на ТУ – София.
От 2002 г. е председател на Управителния съвет на Националното научно-техническо дружество „Мениджмънт и инженеринг“ на Научно-техническия съюз по машиностроене към Федерацията на НТС в България. От 2000 г. е член на редколегията на списание „Машиностроене“, а от 2003 г. е председател на редколегията на списание „Индустриален мениджмънт“, издание на катедра „Икономика, индустриален инженеринг и мениджмънт“ на Стопанския факултет на Техническия университет в София.